# K-League Classic de 2013
A K-League Classic de 2013 foi a 31º edição da principal divisão de futebol na Coreia do Sul, a K-League. A liga começou em fevereiro e terminou em dezembro de 2013. 
Catorze times participaram da liga. O Pohang Steelers foi o campeão pela quinta vez.